# フェルナンド・アレアス・リファン
フェルナンド・アレアス・リファン (Fernando Arêas Rifan、1950年10月25日 - ) は、ブラジルのリオデジャネイロ郊外のカンポス（Campos dos Goytacazes）出身のローマ・カトリック教会の司教である。2002年12月より、Personal Apostolic Administration of Saint John Mary Vianney (前身の Priestly Union of Saint Jean-Marie Vianney の名でも知られる) の Apostolic Administrator を務めている。2001年までの数年間、彼は Priestly Union が無認可の（第２バチカン公会議以前の）典礼形式を日常的に使用して聖座に反抗し、聖ピオ十世会と関係していたときから、Priestly Union と連帯していた。彼は、2001 年の Priestly Union および聖座間の和解交渉を支援した。

## 経歴
フェルナンド・アレアス・リファンはブラジルのカンポス大司教区の São Fidélis に生まれた。無原罪のマリア (Mary Immaculate) の小神学校で学び、その後1968年から1974年までをカンポスの大神学校で学んだ。1974年12月8日に同大司教区の司祭に叙階された。
1975年から1976年まで司教秘書を、1975年から1982年まで教区顧問を、1976年から1986年まではカンポスの "Nossa Senhora do Rosário" 教区司祭を、1983年から2002年まではカンポスの "Três Pastorinhos" college の理事長および教授を務めた。 
リファンは、カンポスの司教であった Antônio de Castro Mayer 司教 により設立された Priestly Union of Saint Jean-Marie Vianney に加入した。Castro Mayer 司教は教皇パウロ6世により改定されたミサ典礼様式のカンポス教区による受け入れを拒否していた。1988年6月30日、マルセル・ルフェーブル大司教および Castro Mayer 司教が教皇の許可なしに4人のカトリック司祭を司教に聖別した際に、リファンは assistant presbyter を務めた。
2001年–2002年にかけて Priestly Union は聖座と和解し、教皇ヨハネ・パウロ2世は2002年1月18日に Personal Apostolic Administration of Saint John Mary Vianney を設立した。リファンは交渉の際に Priestly Union を代表し、同会を聖座との和解へと導いた。新たに聖座と和解したリシニオ・ランゲル司教が apostolic administrator に任じられた際、リファンは司教総代理に任じられた。
約束通り apostolic administration の地位を確保するため、教皇ヨハネ・パウロ2世は2002年6月28日、リファンを apostolic administration の協力司教 (coadjutor bishop )および Cedamusa の名誉司教に任命した。 彼は2002年8月18日にエクレジア・デイ委員会の長である Darío Castrillón Hoyos 枢機卿（ランゲル司教および Niterói の Alano Maria Pena 大司教による補佐）より司教に聖別された。

### Apostolic administrator
2002年12月16日のランゲルの死に伴い、リファンは Apostolic Administration の長となった。
リファンは最初の司牧書簡の中で、教皇から与えられた使命の重要性を強調した。 彼はまた、異端に対して警告し、それに対する防御としての聖伝のラテン語典礼と典礼規律を賞賛した。 彼は Apostolic Administration のメンバーに対し、「教会当局に対する組織的批判に対する一般的な傾向、抵抗の精神、不服従、軽蔑、猜疑心、陰口、教会の聖職者制度と教導職からの独立、変則的状況に対する満足、慈愛のない心、真理の全てを自分のものとしている感覚、自分たちのみが良い人間だと思わせる教派主義的な態度」によって示される分裂に対して勧告した。
教皇ベネディクト16世選出についての司牧書簡では、リファンは教皇ピオ12世のことば「したがって、彼ら (SSPXのこと) は、地上でのキリストの代理者に忠実に従うことなく、キリストを教会のかしらとして受け入れることができると信じて、危険な誤りの道を歩んでいるのです(They, therefore, walk in the path of dangerous error who believe that they can accept Christ as the Head of the Church, while not adhering loyally to His Vicar on earth.)」を引用して、新教皇に対する自身の忠実さを宣言した。また、「教会の危機によって引き起こされた、聖伝のカトリック教徒がカトリック教会の位階制度から分離する状況は、変則的であるのみならず、一時的かつ束の間のものに違いない。それは、我々をして（現在の）違法である状況に留めておくのではなく、正常化 (regularization) および教会への一致への希求を呼び起こさせるはずである」とも述べた。
2003年5月のLa Nef 誌によるインタビューで、リファン司教は Apostolic Administration と聖ピオ十世会 (SSPX) との関係について以下のように語った:
「我々は SSPX およびその長上たちとできる限り友好的であろうと努力してきましたが、我々がローマとの接触を続ける重大な理由があることを伝えた後、彼らは（ローマとの接触を）続けるつもりはなかったので、我々を厳しく批判し始め、我々の意図を疑い、我々の信者の間に分裂を引き起こそうとすることで我々の名誉を傷つけようとしました。聖座が我々 Apostolic Administration を承認した後、SSPX 首脳部は聖伝のミサのリストから我々を削除し、我々が聖伝のミサを執行している地域で SSPX のミサを促進し始めました。つまり、聖伝のミサはカトリック教会の位階制度から切り離されてこそ良いものであるということになるのでしょうか？ しかし、我々の信徒たちが、聖伝のミサをカトリック教会の位階制度に反対する錦の御旗とする邪悪な態度と聖伝のミサに対する愛とを区別していることを神に感謝します。」
(We have tried to be as friendly as possible with the SSPX and its superiors, but after we had informed them that we had serious reasons for continuing our contacts with Rome, which they did not intend to keep up, they began to criticize us severely, attempting also to dishonour us by putting in doubt our intentions and trying to create divisions among our faithful. After our recognition by the Holy See, the SSPX leadership removed our name from the lists of traditional Masses and began to foster Masses in the areas where we celebrate. Does that mean that the traditional Mass is good only when it is cut off from the Hierarchy? But thank God our faithful distinguish between love for the traditional Mass from the evil attitude that makes the traditional Mass a banner to wave against the Hierarchy.)
SSPX およびその他のカトリック聖伝主義のグループは、2011年5月28日および他の機会に改訂された儀式に従ってミサを執り行ったリファン司教を非難し、彼が第2バチカン公会議の改変の一つである（ミサの）共同司式を行ったことを強調した（改変前の聖伝のミサの司式は司祭が単独で行う）。
2013 年、リファンはヨハネ・パウロ2世の教理問答の注釈付版の出版を検討し、承認した。

## 参照
1. 1 2 3 4  "Rinunce e Nomine, 28.06.2002" (Press release) (イタリア語). Holy See Press Office. 28 June 2002. 2021年9月21日閲覧。
2. 1 2 3  Hall, Nicole (2003年). “Old Right Renaissance”. CIEL-UK.  オリジナルの2006年4月26日時点におけるアーカイブ。 2021年9月21日閲覧。
3. ↑  "Rinunce e Nomine (continuazione), 18.01.2002" (Press release) (イタリア語). Holy See Press Office. 18 January 2002. 2021年9月21日閲覧。
4. ↑  Hall (2003年). “Old Rite Renaissance”. CIEL-UK. 2006年4月26日時点のオリジナルよりアーカイブ。2023年6月12日閲覧。
5. ↑  “Samedi 28 mai 2011: Mgr Rifan concélèbre avec ferveur à Rio (Brésil)”. La Porte Latine (2011年5月28日). 2021年9月22日閲覧。
6. ↑  Aledo, Roniel (2013-09-27) (English). Compendium of the Traditional Catechism of the Catholic Church: Approved by His Excellency Bishop Fernando Areas Rifan from Campos Brazil (Illustrated edition ed.). iUniverse. ISBN 978-1-4917-0575-9